# Geoffrey Ingram Taylor
Sir Geoffrey Ingram Taylor (Londres, 7 de março de 1886 — Cambridge, 27 de junho de 1975) era um físico e matemático britânico, e uma figura importante na dinâmica de fluidos e na teoria das ondas. Seu biógrafo, e estudante, de uma só vez, George Batchelor, descreveu-o como "um dos cientistas mais notáveis deste (século XX)". Recebeu a Medalha Timoshenko de 1958.

## Carreira e pesquisa
Taylor é mais conhecido pelos estudantes de física por seu primeiro artigo, publicado quando ele ainda era estudante de graduação, no qual ele mostrou que a interferência da luz visível produzia franjas mesmo com fontes de luz extremamente fracas. Os efeitos de interferência foram produzidos com a luz de uma lâmpada a gás, atenuada por uma série de placas de vidro escuro, difratando em torno de uma agulha de costura. Três meses foram necessários para produzir uma exposição suficiente da chapa fotográfica. O artigo não menciona quanta de luz (fótons) e não faz referência ao artigo de Einstein de 1905 sobre o efeito fotoelétrico, mas hoje o resultado pode ser interpretado dizendo que menos de um fóton, em média, estava presente por vez. Uma vez que se tornou amplamente aceito, ca. 1927 que o campo eletromagnético foi quantizado, o experimento de Taylor começou a ser apresentado em tratamentos pedagógicos como evidência de que os efeitos de interferência com a luz não podem ser interpretados em termos de um fóton interferindo em outro fóton - que, na verdade, um único fóton deve viajar por ambas fendas de um aparelho de dupla fenda. A compreensão moderna do assunto mostrou que as condições no experimento de Taylor não eram de fato suficientes para demonstrar isso, porque a fonte de luz não era de fato uma fonte de fóton único, mas o experimento foi reproduzido em 1986 usando uma fonte de fóton único, e o mesmo resultado foi obtido.
Seu trabalho sobre turbulência na atmosfera levou à publicação de "Movimento turbulento em fluidos", que lhe rendeu o Prêmio Adams em 1915.
Em 1913, Taylor serviu como um meteorologista a bordo da Patrulha do Gelo navio Escócia, onde suas observações formaram a base do seu trabalho posterior em um modelo teórico de mistura do ar. Com a eclosão da Primeira Guerra Mundial, ele foi enviado para a Royal Aircraft Factory em Farnborough para aplicar seus conhecimentos em projetos de aeronaves, trabalhando, entre outras coisas, no estresse em eixos de hélice. Não contente apenas em sentar e fazer ciência, ele também aprendeu a pilotar aviões e a fazer saltos de paraquedas.
Após a guerra, Taylor voltou para Trinity e trabalhou em uma aplicação de fluxo turbulento à oceanografia. Ele também trabalhou no problema de corpos passando por um fluido em rotação. Em 1923, foi nomeado professor de pesquisa da Royal Society como Yarrow Research Professor. Isso permitiu que ele parasse de ensinar, coisa que ele vinha fazendo nos últimos quatro anos, e que ele não gostava e para o qual não tinha grande aptidão. Foi nesse período que ele fez seu trabalho mais abrangente em mecânica de fluidos e mecânica de sólidos, incluindo pesquisas sobre a deformação de materiais cristalinos que se seguiram ao seu trabalho de guerra em Farnborough. Ele também produziu outra contribuição importante para o fluxo turbulento, onde ele introduziu uma nova abordagem por meio de um estudo estatístico das flutuações de velocidade.
Em 1934, Taylor, quase simultaneamente com Michael Polanyi e Egon Orowan, percebeu que a deformação plástica de materiais dúcteis poderia ser explicada em termos da teoria de deslocamentos desenvolvida por Vito Volterra em 1905. O insight foi crítico no desenvolvimento da ciência moderna do sólido mecânica.

### Projeto Manhattan
Durante a Segunda Guerra Mundial, Taylor novamente aplicou sua experiência em problemas militares, como a propagação de ondas de choque, estudando ondas no ar e explosões subaquáticas. Taylor foi enviado aos Estados Unidos em 1944–1945 como parte da delegação britânica ao Projeto Manhattan. Em Los Alamos, Taylor ajudou a resolver problemas de instabilidade de implosão no desenvolvimento de armas atômicas, particularmente a bomba de plutônio usada em Nagasaki em 9 de agosto de 1945.
Taylor esteve presente no Trinity (teste nuclear), em 16 de julho de 1945, como parte da "Lista VIP" do General Leslie Groves de apenas 10 pessoas que observaram o teste de Compania Hill, cerca de 20 milhas (32 km) a noroeste do tiro torre. Por uma estranha reviravolta, Joan Hinton, outro descendente direto do matemático, George Boole, estava trabalhando no mesmo projeto e testemunhou o evento em uma capacidade não oficial. Eles se conheceram na época, mas depois seguiram caminhos diferentes. Joan, que se opunha fortemente às armas nucleares, desertou para a China de Mao, enquanto Taylor sustentava que a política política não estava sob a alçada do cientista.
Em 1950, ele publicou dois artigos estimando o rendimento da explosão usando o teorema π de Vaschy-Buckingham e fotos de alta velocidade desse teste, com timestamps e escala física do raio da explosão, que foram publicadas na revista Life. Sua estimativa de 22 kt estava notavelmente perto do valor aceito de 20 kt, que ainda era altamente classificado naquela época.

## Vida pessoal
Taylor se casou com Grace Stephanie Frances Ravenhill, uma professora em 1925. Eles ficaram juntos até a morte de Stephanie em 1965. Taylor sofreu um grave derrame em 1972, que efetivamente pôs fim ao seu trabalho. Ele morreu em Cambridge em 1975